# Alchemilla glacialis x pentaphylla
Alchemilla glacialis x pentaphylla é uma espécie de rosácea do gênero Alchemilla, pertencente à família Rosaceae.